# Ključ (Montenegro)
Der Ključ ist ein Berg in Montenegro östlich der Stadt Kolašin und südlich des Nationalparks Biogradska Gora. Seine Höhe beträgt 1973 Meter.